# Otto Adam
Otto Adam (Wiesbaden, 1909. november 24. – Ottweiler, 1977. december 2.) olimpiai bronzérmes német tőrvívó, sportvezető. 1952–1974 között a Saar-vidéki Vívószövetség, valamint 1957-től 1970-ig a Nyugatnémet Vívószövetség elnöke.